# Södertälje Fotbollsarena
Södertälje Fotbollsarena – stadion położony w Södertälje, w Szwecji. Obecnie jest głównie używany do rozgrywania spotkań piłkarskich. Jest areną zmagań klubów Assyriska FF i Syrianska FC. Södertälje Fotbollsarena może pomieścić 6 400 widzów. Rekord frekwencji miał miejsce 31 maja 2009, podczas meczu derbowego między Assyriska FF a Syrianska FC. Wyniósł 8 453 widzów.